# Hypericum arbuscula
Hypericum arbuscula är en johannesörtsväxtart som beskrevs av Paul Carpenter Standley och Steyerm.. Hypericum arbuscula ingår i släktet johannesörter, och familjen johannesörtsväxter. Inga underarter finns listade i Catalogue of Life.